# Antoni Prats i Gràcia
Antoni Prats i Gràcia (Sueca, 1946) és un poeta i crític literari valencià.
Antoni Prats i Gràcia naix a Sueca (Ribera Baixa) el 1946, d'on són els seus pares. Aviat la família es trasllada a Alzira (Ribera Alta), on transcorren la infància i l'adolescència de l'escriptor. El 1969 es llicencia en Filosofia a la Universitat de València. El 1971 inicia la seua dedicació docent a Pego (Marina Alta). El 1975 es trasllada a Dénia, on continua fins a la jubilació treballant en l'ensenyança, darrerament com a catedràtic de Llengua i Literatura castellanes a l'IES Maria Ibars.
El 1985, amb una colla d'amics lletraferits de la comarca funda la revista de literatura L'Aiguadolç, que dirigeix fins a 2012, i s'implica en la vida cultural de la comarca sobretot a través de l'Institut d'Estudis de la Marina Alta del qual ha sigut president entre 1998 i 2011. Mentrestant, entre 1986 i 1988, cursa el doctorat en Filologia Catalana a la Universitat d'Alacant, on llegeix la tesi doctoral El rerefons ideològic en Salvador Espriu (Presència de l'Existencialisme) (1998). A més dels seus estudis sobre Literatura catalana, apareguts en revistes especialitzades i diverses miscel·lànies, ha publicat alguna narració breu, traduccions de poetes en llengua alemanya i col·laboracions en la premsa, i, fruit del seu quefer de crític literari, l'assaig Salvador Espriu o la fidelitat als orígens (Literatura i Pensament), així com una antologia d'aquest escriptor amb pròleg introcuctori, Salvador Espriu: Poemes i narracions. Però la seua labor creativa s'ha centrat en la poesia, amb dotze reculls editats fins ara.

## Obres
Assaig
Salvador Espriu o la fidelitat als orígens (Literatura i Pensament), Ed. Publicacions de l'Abadia de Montserrat. Barcelona, 2013.
Poesia
- Epigrammata, Ed. Ajuntament d'Ondara, 1981.
- Cadells de la desfeta, dins de Premis 25 d'Abril, Ed. Ajuntament de Benissa, 1981.
- Dic el teu nom, Ed. Aguaclara, Alacant, 1994.
- El barranc i els còdols, Ed. 3 i 4, València, 1995.
- Vora el silenci, Ed. 7 i mig, Benicull del Xúquer, 1999.
- Solatges (Antologia 1981-2000), Ed.7 i mig, Benicull del Xúquer, 2001.
- Baules, Ed. Moll, Palma, 2006.
- Llibre de Benimaquia, Ed. El Tall, 2006
- L'Esfinx, Ed. Bromera, Alzira, 2008.
- La joia, Ed. Bromera, Alzira, 2010.
- El llarg solatge (Antologia 1981-2013, Ed. IECMA, Pedreguer, 2013.
- Encara, Ed. Tabarca, Sedaví, 2013.

## Premis[calcitació]
- Premi Vila d'Ondara, Ajuntament d'Ondara, 1980, per Epigrammata.
- Premi de Poesia 25 d'Abril, Ajuntament de Benissa, 1981, per Cadells de la desfeta.
- Premi de Poesia Festa d'Elx 1993, per El barranc i el còdols.
- Premi de Poesia Jaume Bru i Vidal-Camp de Morvedre, Ajuntament de Sagunt, 1998, per Vora el silenci.
- Premi d'Assaig de temàtica literària Francesc Vila i Casas, Premià de Dalt (2001), per "Poesia i coneixement en Salvador Espriu".
- Premi de Poesia Bernat Vidal i Tomàs, Ajuntament de Santanyí, 2006, per Baules.
- Premi de Poesia Alfons el Magnànim-València 2008, Diputació de València, per L'Esfinx.
- Premi de Poesia Ibn Khafatja (Ciutat d'Alzira), 2009, per La joia.
- Premi de Poesia Ciutat de Torrent 2013, per Encara.